# セルカニアス マドリード
セルカニーアス マドリードはスペインの首都マドリード及びその大都市圏で提供される通勤列車サービスである。レンフェ（スペイン国鉄）の通勤列車部門であるセルカニアスRenfeによって運営される。2004年3月11日のマドリード列車爆破テロ事件の標的になった事でも有名である。テロでは利用者数が僅かに減少した。スペインで最も歴史があり、利益が上がっている（2004年まで）通勤列車サービスである。路線総延長は339.1kmである。

## 路線

### 線路
セルカニーアス マドリードの運行される路線は全線電化区間であり、ほぼ全ての路線は基本的に複線区間であるが、C-8系統のビリャルバとセルセディーリャの間とC-9系統全線は単線区間、アトーチャとサン・クリストバル・インドゥストリアルの間及びサン・フェルナンドとアルカラ・デ・エナーレスの間は複々線区間となっている。
C-3a系統とC-9系統を除いて、アトーチャ・セルカニアス駅が拠点駅となっている。
セルカニーアス・マドリードのネットワークはスペイン鉄道インフラ管理機構 (ADIF) の保有する以下の路線網を走行する。
- 帝国線 (Línea Imperial)(マドリード - イルン線)：マドリード - エル・エスコリアル間
  - ピナール・デ・ラス・ロサス迂回線
  - チャマルティン - ピナール・デ・ラス・ロサス線全区間
- ビリャルバ - セゴビア線：ビリャルバ - セルセディーリャ
- マドリード - ブルゴス直通線：マドリード - コルメナル・ビエホ
  - カントブランコ支線（カントブランコ - アルコベンダス）
  - ベルデ連絡線 (Pasillo Verde Ferroviario)
- アトーチャ - チャマルティン接続線（ラ・リサ隧道）
- マドリード - サラゴサ線：マドリード - グアダラハラ
- マドリード - シウダ・レアル - バダホス線：マドリード - パルラ及びパルラ支線
- マドリード - レバンテ線：マドリード - アランフエス
- マドリード - バレンシア・デ・アルカンタラ線：ビジャベルデ・アルト - ウマーネス・デ・マドリード
  - バリアンテ・アトーチャ - ビジャベルデ・アルト
- マドリード - モストレス線
- セルセディーリャ - コトス・メーターゲージ線 (旧グアダラマ鉄道).

ピント - サン・マルティン・デ・ラ・ベガ線であるMINTRAもイベリア軌間である。

### 系統
| 路線 | 区間 | km  |
| ---- | --- | --- |
| C-1  | プリンシペ・ピオ - アトーチャ - レコレトス - チャルマンティン - フエンテ・デ・ラ・ソラ - 空港ターミナル４ Príncipe Pío - Atocha - Recoletos - Chamartín - Fuente de la Mora - Aeropuerto T4' | 24  |
| C-2  | グアダラハラ -アルカラ・デ・エナーレス - アトーチャ - レコレトス - チャマルティン Guadalajara - Alcalá de Henares - Atocha - Recoletos - Chamartín | 65  |
| C-3  | アランフエス - ビリャベルデ バホ - アトーチャ - ソル - チャマルティン - ビリャベルデ - エル・エスコリアル Aranjuez - Villaverde Bajo - Atocha - Sol - Chamartín - Pinar - Villalba - El Escorial | 106 |
| C-4  | アルコベンダス・サン・セバスティアン・デ・ロス・レイエス - カントブランコ・ウニベルシダ - チャマルティン - (ソル) - アトーチャ - パルラ Alcobendas-San Sebastián de los Reyes - Cantoblanco Universidad - Chamartín - (Sol) - Atocha - Parla                                                                  | 48  |
| C-4  | コルメナル・ビエホ - カントブランコ・ウニベルシダ - チャマルティン - ソル - アトーチャ - パルラ Colmenar Viejo - Cantoblanco Universidad - Chamartín - Sol - Atocha - Parla | 59  |
| C-5  | モストレス・エル・ソト - アトーチャ - フエンラブラーダ - ウマーネス Móstoles–El Soto - Atocha - Fuenlabrada - Humanes | 45  |
| C-7  | アルカラ・デ・エナーレス - アトーチャ - レコレートス - チャマルティン - ラス・ロサス - プリンシペ・ピオ - アトーチャ - レコレトス -チャマルティン - フエンテ・デ・ラ・ソラ Alcalá de Henares - Atocha - Recoletos - Chamartín - Las Rozas - Príncipe Pío - Atocha - Recoletos - Chamartín - Fuente de la Mora | 98  |
| C-8  | エル・エスコリアル - ビリャルバ - チャマルティン - レコレトス - アトーチャ El Escorial - Villalba - Chamartín - Recoletos - Atocha | 78  |
| C-8  | セルディーリャ - ビリャルバ - チャマルティン - レコレトス - アトーチャ Cercedilla - Villalba - Chamartín - Recoletos - Atocha | 78  |
| C-9  | セルセディーリャ - コトス Cercedilla - Cotos | 18  |
| C-10 | ビリャルバ - プリンシペ・ピオ - アトーチャ - レコレトス - チャマルティン - ピティス Villalba - Príncipe Pío - Atocha - Recoletos - Chamartín - Pitis | 59  |

路線はその性格から大きく3つに分けられる。
マドリード中心部と郊外を結ぶ路線C-2,C-3、C-4、C-8
郊外間を連絡する路線C-5、C-7、C-10：旅客の殆どはマドリードの中心部で入れ替わる。これらの路線の一部にはラッシュアワーや早朝深夜にマドリードとの間で区間列車が運行される。
C-9線
C-8線の列車とC-2線の列車は直通するので、C-2線とC-8線を一体と見なす事も出来る。
C-6線はC-5線に集約されたので欠番となっている。

## 運行

### 運行時間
マドリードは夜型の都市であるにもかかわらず、組合の都合及び安全上の理由で電車は深夜には運行しない。2006年2月10日を例にとると平日の始発は4:07分発にC-5線モストレス・エル・ソト駅を出発する電車である。C-9線を除く他の路線はおおよそ午前5時頃から運行する。
列車の運行頻度は通過する町の規模と区間の交通量により決まる。ネットワークの中心であるアトーチャ駅とチャマルティン駅の間をレコレトス駅とヌエボス・ミニステリオス駅を通って結ぶ区間では平日のピーク時に様々な路線の列車が3,4分間隔で走る。C-8線の末端部の枝線区間では週末には2時間間隔になる。C-9線を除く全ての路線で深夜0時頃に運行を終了する。

### 車両
マドリードのセルカニアス路線網では主に3形式の電車が運用されている。
440系・440R系1974年から製造された車両で、最高速度は140 km/h。セルカニアスブランドの採用前から運用されていたが、後述のCiviaと交代して姿を消した。440R系は440系を大幅に更新した車両で、1993年に登場。語尾のRは改造を意味するremodeladoの頭文字である。1編成は2両および3両であるが、ここでは3両の編成が運用された。で編成定員は708人 (着席：260人) である。日本の三菱電機、およびそのライセンスを受けたスペインの電気機器メーカー製の駆動・制御装置と、CAFなどスペインの鉄道車両メーカー製の車体・台車を使用。
446系1987年より製造された車両で、最高速度は100 km/h。ほぼ全ての路線で運用され、447系と合わせて多数勢力を形成。1編成は3両で、編成定員は704人 (着席は204人) である。440系と同様、日本の三菱電機、およびそのライセンスを受けたスペインの電気機器メーカー製の駆動・制御装置とCAFなどスペインの鉄道車両メーカー製の台車・車体を使用。朝夕の混雑時などには2編成を連結した6両で運行される。
447系1993年より製造された車両で、駅間距離が短い路線・区間においての運行効率を高めるため、446系と比べ、主電動機を駆動させるギア比が高めに設定されている。最高速度は120 km/h。1編成は3両で編成定員は704人 (着席は204人) である。シーメンス製の駆動・制御装置と、446系とほぼ同様のCAF製の台車・車体を使用している。
450系1990年より製造された2階建ての車両。主にC-2/C-8線及びC-1線で運用される。最高速度は140 km/hで、編成定員は1840人 (着席は1008人) である。
Civia462系、463系、464系、465系の4形式からなる、新世代のモジュール式の車両。形式番号は編成両数に依存する。2～5両編成での運用が可能。CIVISで運用される446系の代替として設計された。

### 運賃
セルカニーアスはマドリード地域交通共同体 (Consorcio Regional de Transportes de Madrid) の一部であり、マドリードを中心に同心円状に区分されているその地区制システムに従う。ネットワーク内相互での運賃は跨る料金区の数によって定められている。
片道普通運賃 (ユーロ)
| Zones | 1 or 2 | 3    | 4    | 5    | 6    | 7    | Green |
| Price | 1.70   | 1.85 | 2.60 | 3.40 | 4.05 | 5.50 | 8.70  |

bonotren という回数券や abono mensual という1ヶ月間1日2回乗車出来る定期券のようなものがある。電車だけでなく全ての交通機関を利用出来る Abono Transport と混同してはならない。

### CIVIS
CIVISはいくつかの路線のみで運行される快速列車である。まずC-10線とC-3線で運行が開始され、後にC-2線でも運行されるようになった。CIVISは幾つかの駅にのみ停車する。

## 歴史

### 1990年まで
マドリードからの最初の鉄道は1851年に造られたアランフエスまでの路線である。これはスペインでは2番目、イベリア半島では3番目の鉄道である。発達するスペインの鉄道網はすぐに2つの大企業に支配された。マドリード北駅 (現：プリンシペ・ピオ駅) とスペイン北部の大西洋岸を結ぶ路線を運営した北会社 (Compañía del Norte) とアトーチャ駅から地中海沿岸やアンダルシア地方の都市へ路線を運営したマドリード-サラゴサ-アリカンテ鉄道 (MZA) である。もう一つの駅であるデリシアス駅にはリスボンへの路線が使用した。他の中小鉄道会社の大部分はマドリードからナローゲージで営業していた。スペイン内戦後の1941年に鉄道会社は国有化されレンフェが創設された。またナローゲージ路線は1970年までに全て廃止されてしまった。
国有化とほぼ同時に新しくチャマルティン駅が建設され、中央駅としての機能が国際列車と北行・東行の列車が発着するチャマルティン駅と南行と西行の列車が発着するアトーチャ駅に集約された。2つの駅は接続鉄道線 (Línea de Enlaces Ferroviarios) のトンネルで結ばれた。このトンネルは第二共和政期に建設が開始され20年後に終了した。建設の遅れはトンネルに「おかしなトンネル」 (túnel de la risa) というあだ名を与えた。
マドリード周辺の町のベッドタウンとしての開発は1960年代後半に始まった。当初は大都市圏内の2つの地域のみだった。

#### エナーレス回廊
マドリード-サラゴサ-バルセロナ本線はエナーレス川の谷を走る。そしてグアダラハラやサラゴサに向かう途上に重要な街であるアルカラ・デ・エナーレスを通る。
コスラダ、サン・フェルナンド・デ・エナーレス、トレホン・デ・アルドスと言った沿線の町やバジェカス ビリャ、ビカルバロと言ったマドリード郊外が大きなベッドタウンとして成長し始めた。そしてマドリードへの交通手段として鉄道に強く依存した。

#### 南南西部地域
同時にアルコルコン、モストレス、レガネス, フエンラブラダ、ヘタフェ と言った古い町々もベッドタウンとして発展し始めた。これらのベッドタウンでは当初バスと自家用車に頼っていた。しかしすぐに鉄道が増便された。マドリード-トレド線、マドリード-タラベーラ・デ・ラ・レイナ線、そして1970年に廃止されたナローゲージ線に代わって、1976年にモストレスまでの広軌路線が建設された。
この時サービスは通常のRENFEとして提供され、車両や駅は他と同様の仕様であった。
80年代に入るとチャマルティン駅とトレス・カントスのニュータウン及びカントブランコのマドリード自治大学との間で運行を開始した。

### 1990年以降

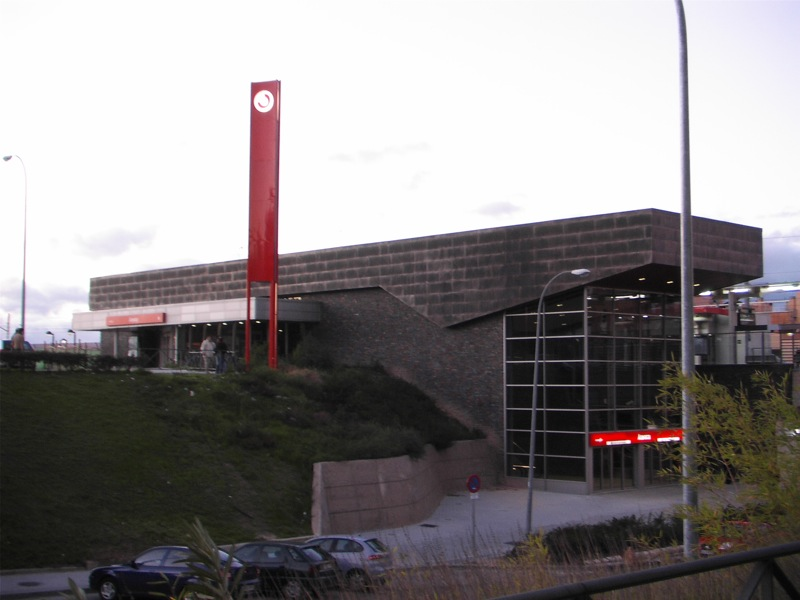
アラバカ駅

1990年代にRENFEは営業部門を分け、それぞれにマークと仕様を制定した。車両は金色と青色から新しいセルカニアスブランドの赤・白・灰の色に代えられた。また新しい路線図が作成され路線番号が振られた。同時に変化はマドリード都市圏の成長を意識した。新しい住宅建設の中心は北東部と南西部から北西部へと移った。RENFEは以後セルカニアスネットワークを成長させる野心的な計画を始めた。衰退した北駅をプリンシペ・ピオ駅と改名し、ダウンタウンの南の旧工業地域を通ってアトーチャ駅に接続した。Pasillo Verde (緑の回廊)と呼ばれているこのプロジェクトは新しい通りと公営団地を建設し1997年にプロジェクトは終了した。2000年にC-1線がアルコベンダスとサン・セバスティアン・デ・ロス・レイエスまで延長され、これらの町とマドリードの間での激しい道路渋滞を緩和した。2003年にC-7線がコルメナル・ビエホまで延長され、2004年にはC-5線がウマネスまで延長された。両方の都市は熱心に拡張を求めていた。既に鉄道でマドリードと結ばれていたので論理的にセルカニアスが考えられた。RENFEはまた重要な都市をノンストップでマドリード中心部に結ぶCIVISを拡張した。

#### 2004年3月11日の列車爆破事件
2004年3月11日のテロ事件はマドリード-アルカラ-グアダラハラ-サラゴサ線で運用中の4台の列車で起こった。このうち1列車はC-2線グアダラハーラ発チャマルティン行の2階建の450系電車であった。他の3レ者はアルカラ・デ・エナーレス発の446系電車であった。アルコベンダスへのC-1線の2列車とプリンシペ・ピオへのC-7線の1列車である。事件の後、Renfeは民間の警備を強化し翌日から運行を再開した。車両の保安対策と設計はテロの犠牲者の数を明白に減らしたと評価された。テロは恐らくセルカニーアスの利用者数を減らしたが、最近では利用者は殆ど回復している。しかしながら今日でも一部の市民は鉄道に乗るのがトラウマとなっている。

#### 運行系統の変遷

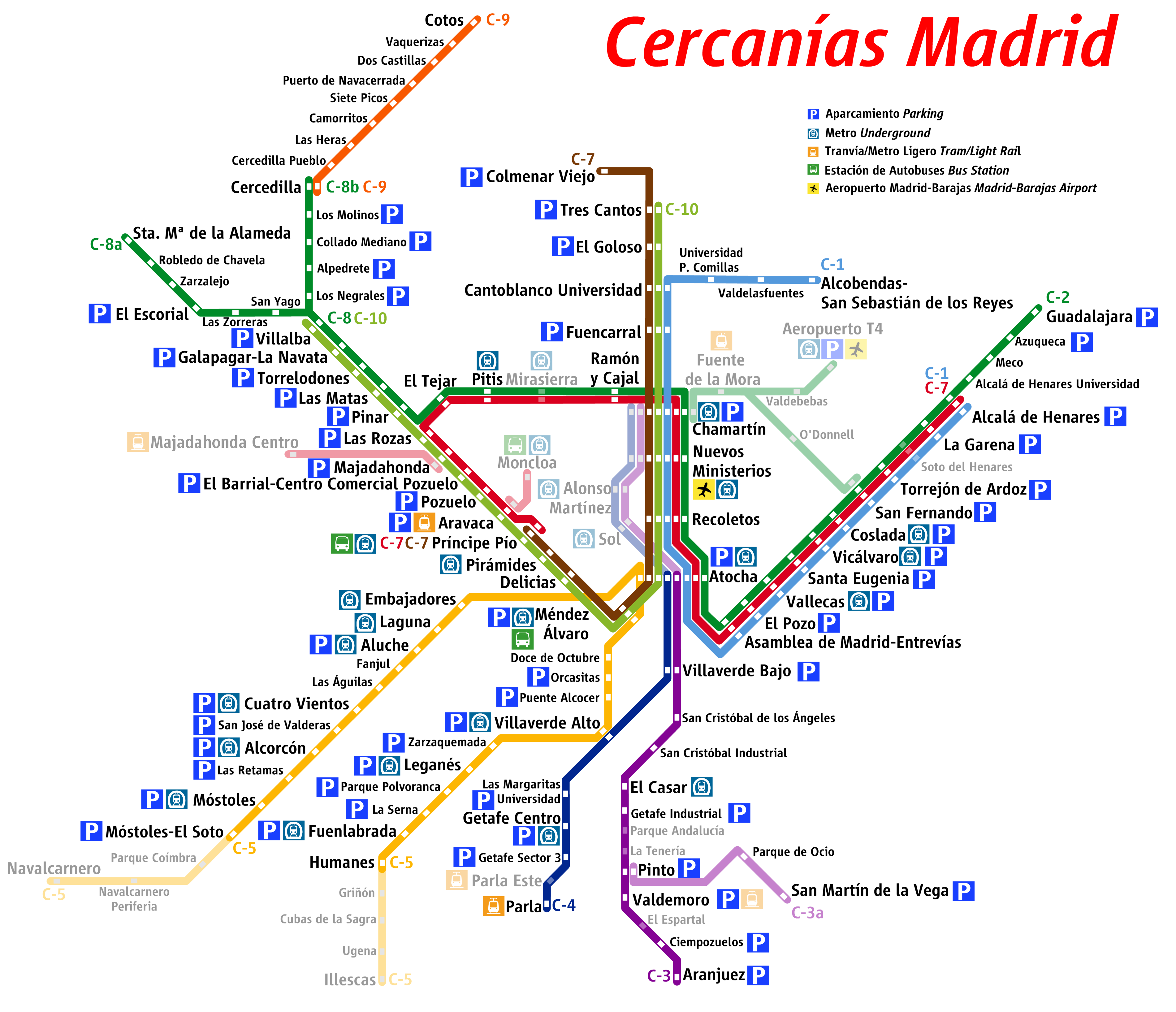
2007年の路線図

セルカニーアス・マドリードの運行系統は路線の新規開業などに伴って、しばしば変更されている。例えば2007年時点では以下のような運行系統となっていた。
| 色 | 路線   | 区間                                       | 区間                                                                                           | 距離 (km) |
| -- | ------ | ------------------------------------------ | ---------------------------------------------------------------------------------------------- | --------- |
|    | C-1線  | アルカラ・デ・エナーレス Alcalá de Henares | アルコベンダス・サン・セバスティアン・デ・ロス・レイエス Alcobendas–San Sebastián de los Reyes | 56.5      |
|    | C-2線  | グアダラハーラ Guadalajara                 | チャマルティン Chamartín                                                                       | 65.5      |
|    | C-3線  | アトーチャ Atocha                          | アランフェス Aranjuez                                                                          | 48.3      |
|    | C-3a線 | ピント Pinto                               | サン・マルティン・デ・ラ・ベガ San Martín de la Vega                                           | 15.1      |
|    | C-4線  | アトーチャ Atocha                          | パルラ Parla                                                                                   | 24.7      |
|    | C-5線  | モストレス・エル・ソト Móstoles–El Soto    | ウマネス Humanes                                                                               | 45.1      |
|    | C-7a線 | アルカラ・デ・エナレス Alcalá de Henares   | プリンシペ・ピオ Príncipe Pío                                                                  | 79.8      |
|    | C-7b線 | プリンシペ・ピオ Príncipe Pío              | コルメナル・ビエホ Colmenar Viejo                                                              | 30.5      |
|    | C-8線  | アトーチャ Atocha                          | ビリャルバ Villalba                                                                            |           |
|    | C-8a線 | アトーチャ Atocha                          | サンタ・マリア・デ・ラ・アラメダ Santa María de la Alameda                                     | 79.1      |
|    | C-8b線 | アトーチャ Atocha                          | セルセディーリャ Cercedilla                                                                    | 66.1      |
|    | C-9線  | セルセディーリャ Cercedilla                | コトス Cotos                                                                                   | 18.2      |
|    | C-10線 | ビリャルバ Villalba                        | トレス・カントス Tres Cantos                                                                   | 79.1      |

## 発展計画
Renfeが依存しているスペインのインフラ省からの新線建設資金はここ10年の国家計画が高速鉄道建設を重視したせいもあり不足している。よってマドリード地下鉄のロケットペースの成長に比べると成長は遅かった。2004年よりアトーチャ駅とチャマルティン駅を結ぶ第二の路線の建設が行われている。この路線は資材が不足し劣悪だった1930年代～1940年代にかけて建設された古いトンネルを通る列車を減らし負担を軽減しなければならない。しかし、ダウンタウンに2つの新駅を建設し多くの批判を受けた。地下鉄のソル駅もその一つである。計画の支持者は新駅が市民を商業の中心地により近づけると主張する。批判する者は新駅は既に混雑しているソル駅を更に混雑させると主張する。
セルカニーアスネットワークはスペインの中央政府が所有するマドリードでの公共交通機関であり、地下鉄やバスは自治体や民間が所有するので、この違いは政治的に利用される。
地下鉄を運営するマドリード地方政府とセルカニアスを運営する中央政府のマドリード＝バラハス空港の新ターミナルビルへの鉄道を建設する責任はどちらにあるかという不毛な議論はあらゆる鉄道の建設を遅らせた。2009年までのセルカニーアスの空港乗り入れが期待出来ない中、マドリード地下鉄8号線のマドリード＝バラハス空港第4ターミナルまでの延長は2007年5月3日に開業した。